# Semorina seminuda
Semorina seminuda är en spindelart som beskrevs av Simon 1901. Semorina seminuda ingår i släktet Semorina och familjen hoppspindlar. Inga underarter finns listade i Catalogue of Life.